# Château de Tachibana
Le château de Tachibana (立花城, Tachibana-jō) est un château japonais de la province de Chikuzen, au nord de Kyūshū, au Japon. Il se trouve au sommet du mont Tachibana, empiétant partiellement sur l'arrondissement Higashi-ku de Fukuoka. Le château est aussi connu sous les noms de château de Rikka, château de Tachibanayama, ou château de Rikkasan (立花山城, Rikkasan-jō, litt. « château de la montagne à Tachibana »).

## Histoire
Le château de Tachibana est construit en 1330, par Ōtomo Sadatoshi, shugo (gouverneur militaire) de la province de Bungo, en signe de soutien au clan Tachibana. Comme il est situé à un endroit d'une grande valeur tactique, surplombant la ville portuaire de Hakata-ku, le château est l'objet d'une confrontation permanente pendant toute l'époque Sengoku entre les clans Ōtomo, Ōuchi et Mōri.
À l'issue d'un des sièges les plus importants qu'il ait connu, le clan Ōtomo perd le château au profit du clan Mōri en 1569, lequel est un des plus habiles et puissants clans en matière de guerre navale. L'usage que fait le clan des canons de type européen lui confère un grand avantage lors de cette bataille. Mais il abandonne cependant le château peu après, suite de la défaite qu'il subit à la bataille de Tatarahama face aux forces alliées des clans Ōtomo-Amago.
Le château est de nouveau assiégé en 1586, cette fois par le clan Shimazu. À cette époque, le seigneur du château est Tachibana Muneshige. Mais les Shimazu lèvent le siège quand ils apprennent le projet de Toyotomi Hideyoshi d'envahir Kyūshū. Lors de cette campagne, les forces des Tachibana sont finalement contraintes à la fuite au château de Yanagawa. Le château de Tachibana tombe aux mains de Hideyoshi qui le confie à Kobayakawa Takakage.
Une douzaine d'années plus tard, au début de la période Edo, Tachibana est en grande partie détruit et démantelé, la plupart des pierres servant à la construction du château de Fukuoka. De nos jours ne subsistent que les restes du honmaru (donjon central), les puits et les adductions d'eau.